# Lambach HL.II

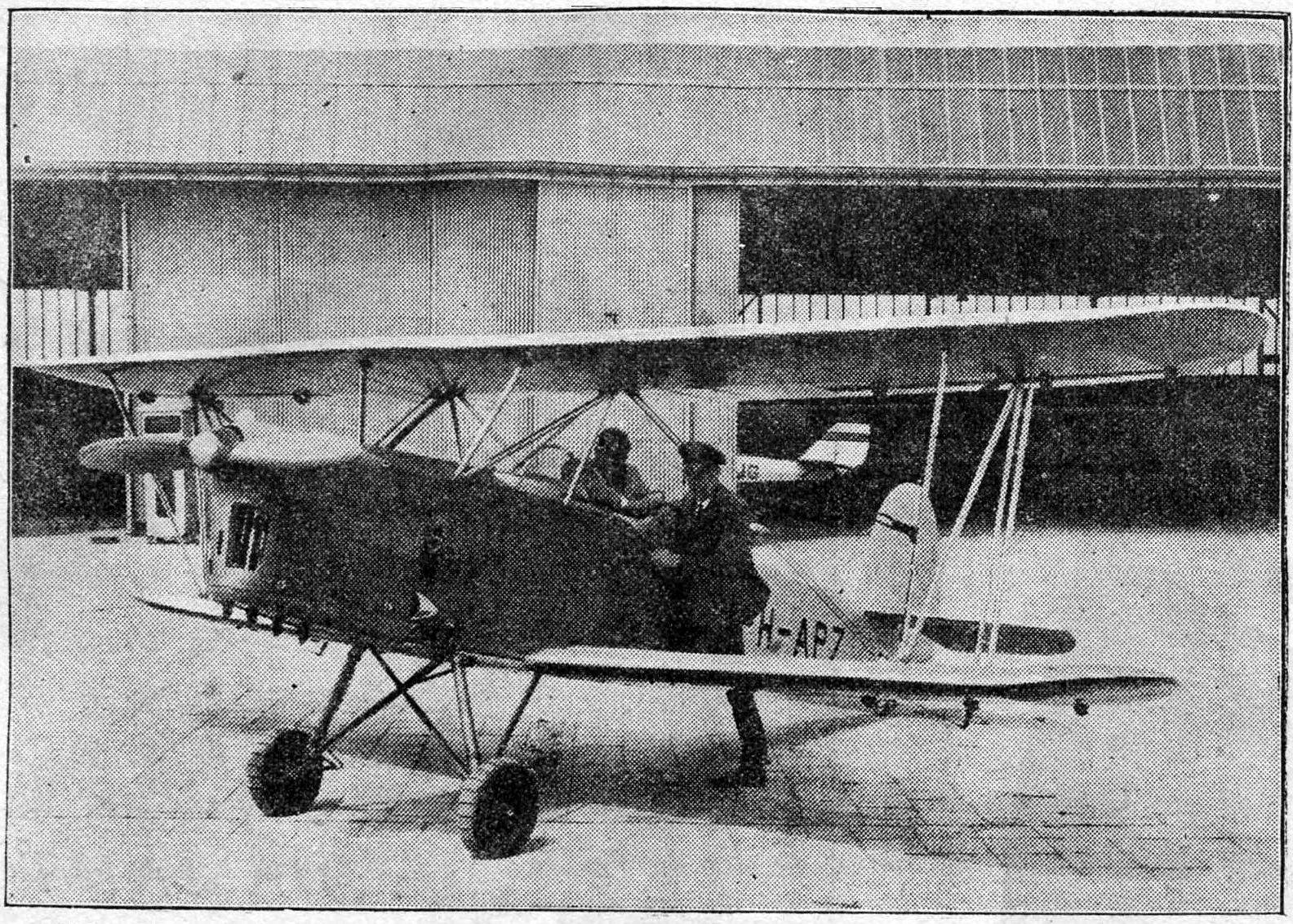
Lambach HL.II (1937)

De Lambach HL.II was een Nederlands eenmotorig tweedekker kunstvluchtvliegtuig dat werd ontworpen door Ingenieur Hugo Lambach. De eerste vlucht van deze eenzitter was op 4 mei 1937.
Er zijn twee exemplaren van de H.L.II gebouwd. Een origineel exemplaar in 1937 en een luchtwaardige replica door Delftse studenten in 1995.  

## Ontwerp
De Lambach HL.II is ontworpen als een aerobatic (kunstvlucht) vliegtuig. Het is een tweedekker met N-vormige vleugelstijlen. De vleugeltips zijn afgerond. Boven de pilloot is een halve cirkel uit de bovenste vleugel gesneden voor een beter zicht. Het onderstel bestaat uit twee hoofdwielen en een staartwiel. Het toestel wordt voortgedreven door een luchtgekoelde de Havilland Gipsy Major viercilinder omgekeerde lijnmotor van 130 pk.

## Historie
De bouw van de Lambach HL.II kwam mede tot stand door de aansporing van Nederlandse luchtvaartenthousiasten. Dit naar aanleiding van de magere prestaties van Nederlandse kunstvluchtvliegtuigen tijdens de verschillende wedstrijden in Nederland in de jaren 1930. Ontwerper Hugo Lambach was reeds met het ontwerp voor een kunstvluchtvliegtuig begonnen. Om het ontwerp te bespoedigen en de bouw te kunnen beginnen werd in januari 1937 Lambach Vliegtuigen opgericht. Het vliegtuig zou uiteindelijk op 4 mei 1937 haar eerste vlucht maken.
Na de eerste vlucht doorliep de Lambach HL II een testprogramma, om vervolgens deel te nemen aan de verscheidene kunstvliegwedstrijden. Hoewel niet uitmuntend toonde het toestel waartoe de Nederlandse industrie in staat was. Er is slechts één  productie-exemplaar van de Lambach HL II gebouwd en dit prototype werd bij de Duitse invasie van Nederland verwoest door een bombardement op Ypenburg.

## Replica uit 1995
Het toestel zou uiteindelijk in 1995 opnieuw het luchtruim kiezen nadat Delftse studenten, verenigd in de SSVOBB een replica van deze historische tweedekker hadden gebouwd. Deze replica is nu in het bezit van het Aviodrome in Lelystad. 